# .bb
.bb ist die länderspezifische Top-Level-Domain (ccTLD) des Inselstaates Barbados. Sie wurde am 3. September 1991 eingeführt und wird vom staatlichen Ministry of Economic Affairs and Development (Ministerium für Wirtschaft und Entwicklung) verwaltet.

## Eigenschaften
Domains unter .bb konnten ab 1999 registriert werden, zuvor wurde die Adresse nicht aktiv genutzt. Bis 2007 war eine Tochtergesellschaft des britischen Unternehmens Cable & Wireless für die ccTLD zuständig, gab ihre Aufgaben jedoch später aufgrund geringen Interesses an die Regierung des Landes ab. Diese gestattet weiterhin nur natürlichen und juristischen Personen die Anmeldung einer Domain, die einen Wohnsitz oder eine Niederlassung auf Barbados nachweisen können.
Domains werden sowohl auf zweiter, als auch dritter Ebene vergeben. Es existieren insgesamt Second-Level-Domains: .com.bb für Unternehmen, .net.bb für Internet Service Provider, .org.bb für gemeinnützige Organisationen, .gov.bb für die Regierung und andere staatliche Behörden, .info.bb für allgemeine Informationen beliebiger Art, .co.bb für alle sonstigen Organisationen, .store.bb für Onlineshops, .tv.bb für Fernsehsender sowie .biz.bb für gewerbliche Anbieter als Alternative zu .com.bb.

## Weblink
- Offizielle Website der Vergabestelle